# Montreuil (Seine-Saint-Denis)
Montreuil, ook wel Montreuil-sous-Bois genoemd, is een gemeente in het Franse departement Seine-Saint-Denis (regio Île-de-France) en telde op 1 januari 2022 110.758 inwoners. De plaats maakt deel uit van het arrondissement Bobigny.

## Geschiedenis
Rond 1180 werd de Saint-Pierre-Saint-Paulkerk gebouwd, waarschijnlijk op de plaats van een eerdere, romaanse kerk. De parochie van Montreuil bevond zich in de nabijheid van het kasteel van Vincennes en verschillende Franse koningen, onder wie Lodewijk IX, gingen hier ter kerke. Het dorp ontving verschillende privileges van de Franse kroon, waaronder vrijstelling van belastingen. Dit droeg bij tot de bloei van het dorp. Aan de gepriviligeerde band met het Franse koningshuis kwam een einde in 1667 toen de Notre-Dame-de-la-Pissotte een zelfstandige parochie werd en die kerk in Vincennes de rol van de kerk van Montreuil overnam.

### Landbouwdorp
Het was een landbouwdorp dat ongeveer 3.500 inwoners telde aan het einde van het ancien régime. Er werd graan geteeld en verder was er wijnbouw, fruitteelt en tuinbouw voor de markt van Parijs. Tot ver in de 20e eeuw was Montreuil bekend voor zijn perziken. In 1740 liet de syndic (burgemeester) van Montreuil, Pierre Denis Beausse (1665-1754), de weg naar Parijs verharden. Hierdoor werd de handel met de hoofdstad vergemakkelijkt.

### Moderne tijd
Eind maart 1814 vond in het oosten van de gemeente een van felste gevechten plaats tijdens de verdediging van Parijs tegen de legers van de Zesde Coalitie tegen Napoleon. Een samenraapsel van reguliere Franse troepen, gardesoldaten en de lokale nationale garde probeerde het coalitieleger tegen de houden met behulp van kanonnen. De Fransen beschikten echter niet over cavalerie en de Russische troepen slaagden er zo gemakkelijk in de Fransen in de tang te nemen en langs achteren aan te vallen. De Fransen sloegen op de vlucht en velen werden gedood. Het dorp werd in brand gestoken.
In de 19e eeuw kwam er industrie in de gemeente. Vanaf 1820 werd de aanwezige gipsgroeven op industriële schaal uitgebaat. In 1825 vestigde de chemische fabriek Milori zich in de gemeente. Er volgde andere industrie, bijvoorbeeld Chapal (verwerking van dierenhuiden), Samson (porselein), Hémard (destilleerderij), Jumeau (speelgoedpoppen) en Société parisienne de bois tranché et déroulé (houtbewerking). Aan het begin van de 20e eeuw kwam daar onder andere JEP - Jouet de Paris (speelgoed) bij. Montreuil werd ook bekend wegens zijn filmstudio's. Georges Méliès (Star Film, 1896) en de broers Pathé (1904) draaiden er films. In de jaren 1920 was er Films Albatros. Zeker na 1850 maakte de landbouw steeds meer plaats voor de industrie en woonruimte. Montreuil verstedelijkte, al telde de gemeente in 1907 nog 700 hectare aan landbouwgrond.

## Geografie
De oppervlakte van Montreuil bedroeg op 1 januari 2022 8,92 vierkante kilometer; de bevolkingsdichtheid was toen 12.416,8 inwoners per km².
De onderstaande kaart toont de ligging van Montreuil met de belangrijkste infrastructuur en aangrenzende gemeenten.

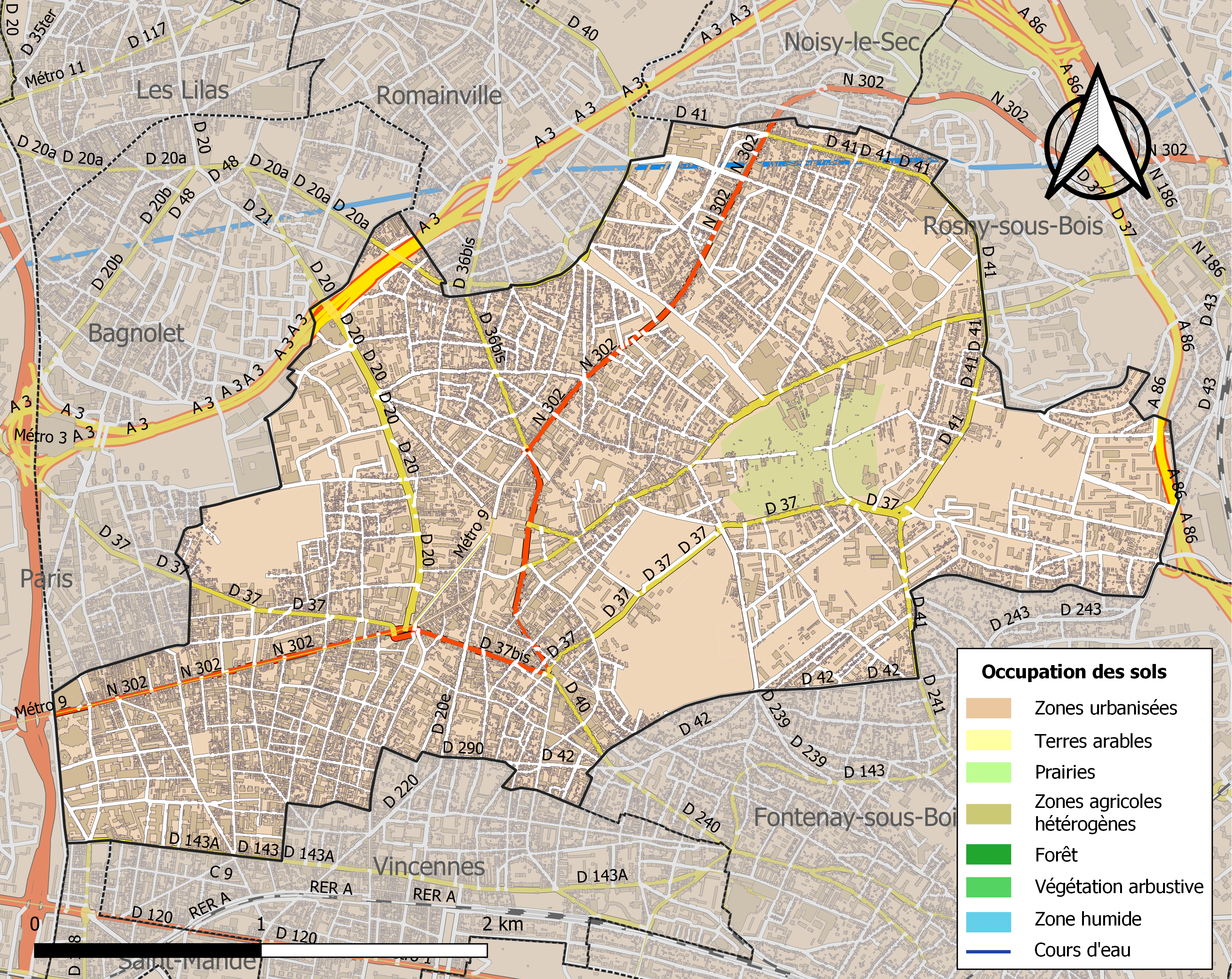

## Demografie
Door de komst van de industrie groeide de bevolking snel in de tweede helft van de 19e eeuw. Ze groeide van ongeveer 13.000 in 1872 naar ongeveer 32.000 in 1896. Onderstaande figuur toont het verloop van het inwonertal (bron: INSEE-tellingen).

## Verkeer en vervoer

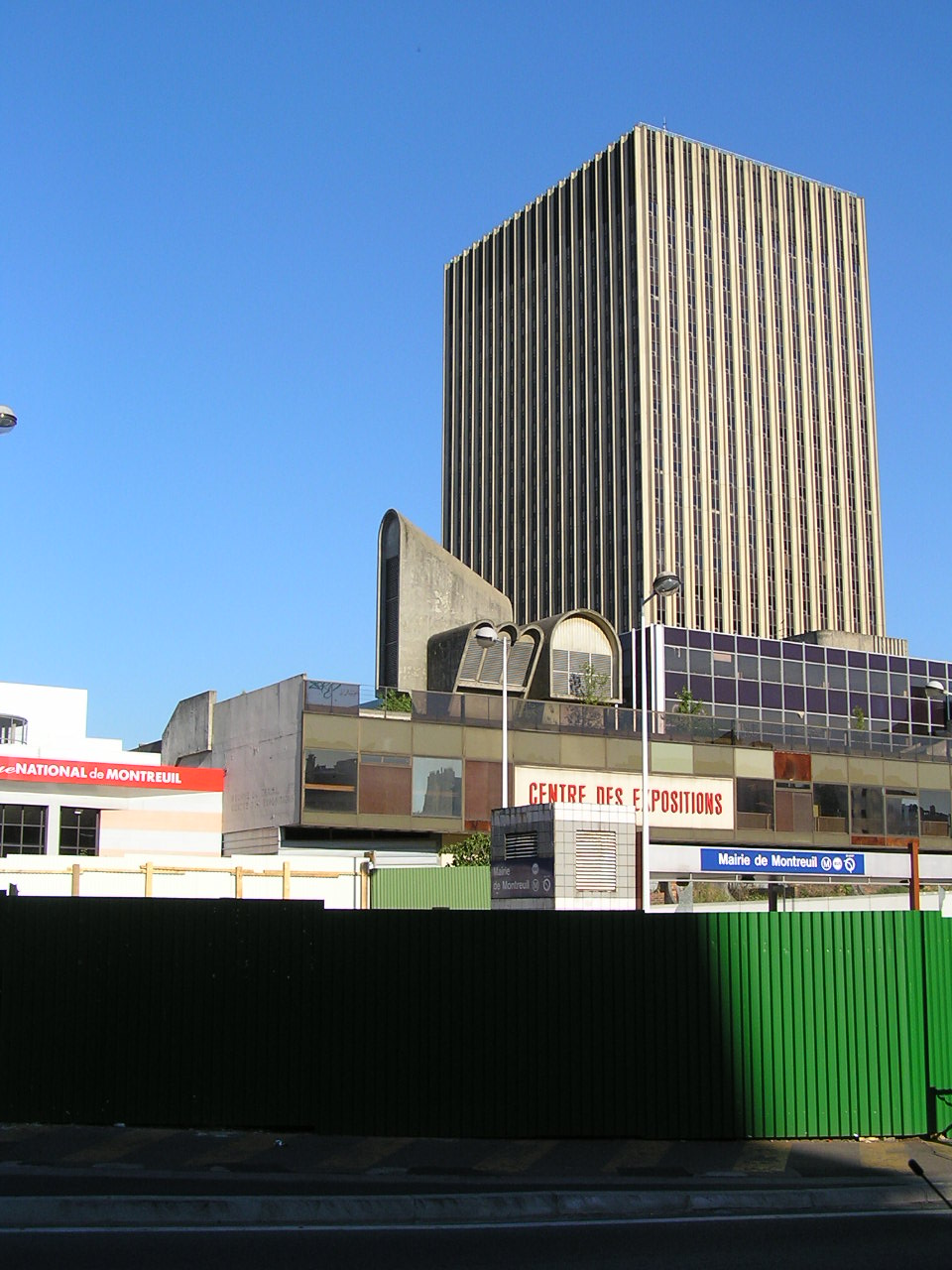
Metrostation Mairie de Montreuil

De autosnelweg A3 loopt ten noorden van de gemeente en de A86 loopt ten oosten van de gemeente.
In Montreuil bevinden zich volgende stations van de metro van Parijs:
- Robespierre
- Mairie de Montreuil
- Croix de Chavaux

## Geboren in Montreuil
- Niels Arestrup (1949-2024), acteur
- Éric Zemmour (1958), schrijver, journalist en politicus
- Yvon Ledanois (1969), wielrenner en ploegleider
- Sandra Temporelli (1969), mountainbikester
- Élodie Bouchez (1973), actrice
- Olivier Dacourt (1974), voetballer
- Oumar Bakari (1980), voetballer
- Lionel Mathis (1981), voetballer
- Valentin Roberge (1987), voetballer
- Mamadou Samassa (1990), Malinees voetballer
- Lionel Carole (1991), voetballer
- Mehdi Abeid (1992), Algerijns voetballer
- Nordi Mukiele (1997), voetballer
- Sacha Boey (2000), Frans-Kameroens voetballer
- Warren Zaïre-Emery (2006), voetballer
- Ethan Mbappé (2006), voetballer